# Heal the World Foundation

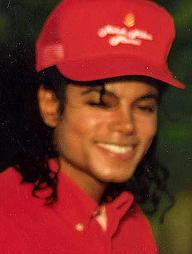
Michael Jackson, fundador de Heal the World Foundation.

La Heal the World Foundation (en español: Fundación Heal the World) fue una organización benéfica para ayudar a los niños y el medio ambiente creada por el artista estadounidense Michael Jackson  en 1992. Compartió el nombre con el sencillo de caridad de Jackson, la canción que él, por su propia admisión, estaba muy orgulloso. Los objetivos de la fundación incluyeron proporcionar medicamentos para niños y combatir el abuso infantil, así como el hambre, las drogas y el abuso del alcohol. La “Heal the World Foundation” trabajó con organizaciones locales y nacionales establecidas para compartir conocimientos e infraestructura en la prestación de ayuda a los niños desfavorecidos.
Ha sido durante años la asociación que más que cualquier otra, después de Unicef, ha donado más y ha trabajado en favor de los niños. De hecho, fue la caridad conducida y financiada por privados que la mayor parte del mundo estaba trabajando en favor de los niños de todo el mundo. Muchas de las actividades llevadas a cabo por Jackson conducían dinero en esta asociación. Cerró en 2004. 
Una organización diferente, sin ninguna relación con la fundación de Jackson, se incorporó en el estado de California con el mismo nombre y solicitó un nuevo estado de exención de impuestos en 2008. En abril del 2011, tras luchar durante más de 18 meses contra la nueva fundación en una corte federal, los herederos de Jackson llegaron a un acuerdo que les permitió mantener los derechos de la organización y los derechos de cualquier marca que hubiera tenido la fundación actual.